# Tomba di Tulliola
La Tomba di Tulliola è un mausoleo di età imperiale che si trova a Formia, in provincia di Latina nel Lazio. 

## Descrizione
Il mausoleo, di epoca augustea, è tradizionalmente attribuito a Tullia, o Tulliola, come affettuosamente la chiamava il padre Marco Tullio Cicerone, che qui vicino aveva una villa. 
La tomba si trova in linea d'aria a circa 100 metri dalla Tomba di Cicerone, sulla collina soprastante, ed è ormai condiviso che, mentre il corpo del padre è stato sepolto a Roma, Tulliola fu sepolta in questo mausoleo. 
La tomba, restaurata nel luglio del 2017, è ora visitabile. 
La zona in cui si trova il tomba prende il nome di Acervara con riferimento alla ragazza: acerbam, in quanto morì molto giovane, e ara per indicare il luogo effettivo.